# 上田市立第二中学校
上田市立第二中学校（うえだしりつだいにちゅうがっこう）は長野県上田市に所在する公立中学校。

## 概要
上田市立第一中学校同様、合併近村小学校の併設中学校を合併しているが上田市合併後であるため組合立の歴史は経ていない。校舎所在地は併設時代は現在の上田市立清明小学校敷地にあり現在はかつての上田市立南小学校の敷地にある。現在の所在地は上田藩の藩校明倫堂のあった場所でそれを示す石碑が置かれている。
学区は上田市立清明小学校・上田市立西小学校・上田市立塩尻小学校。
ロックバンドSHAKALABBITSの曲「Pivot」のプロモーションビデオの撮影に使用されている。
なお、『ザ!鉄腕!DASH!!』（日本テレビ系）のDASH村において、マリーゴールドの種を飛ばしたのは本校の生徒である。

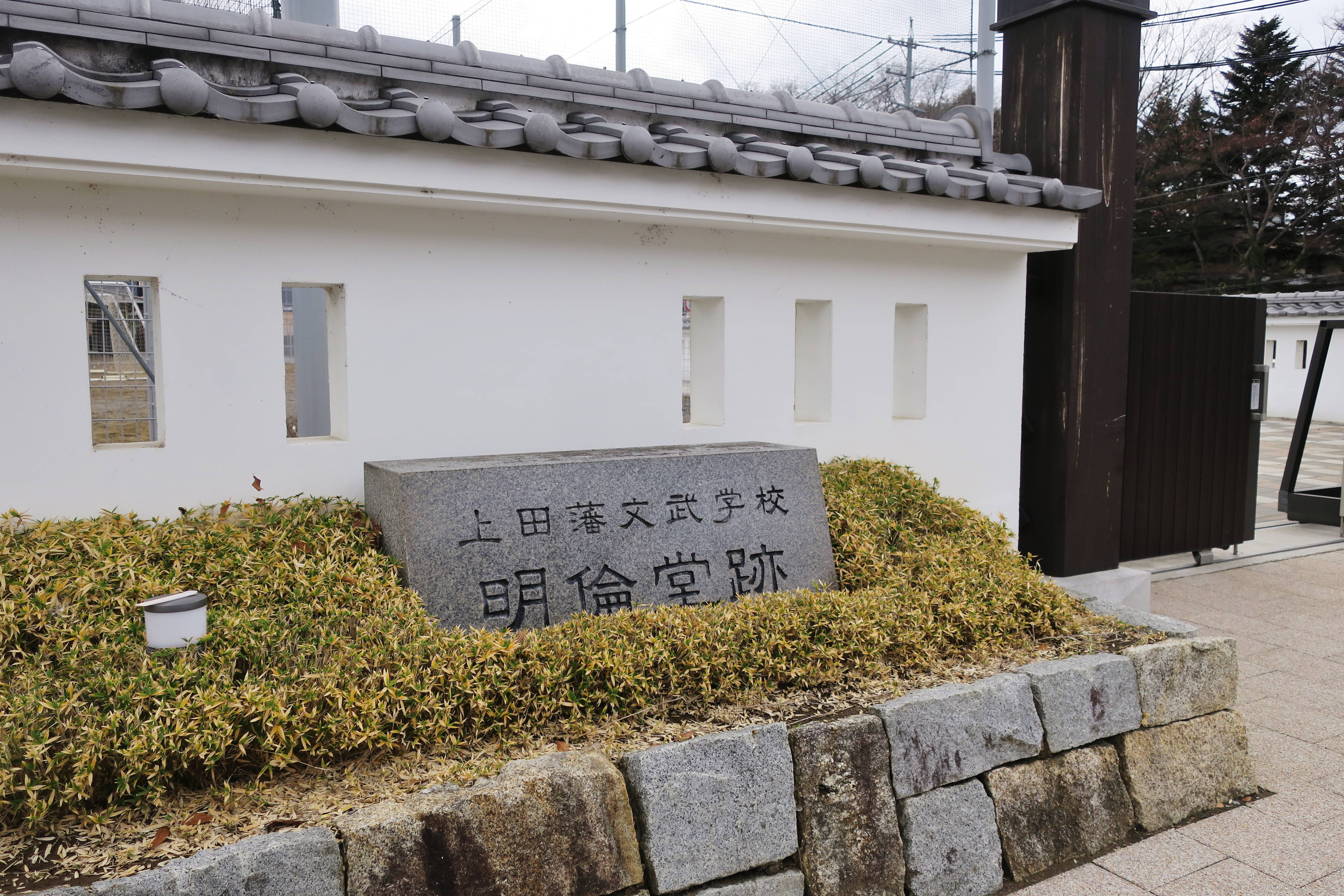
明倫堂跡の石碑

## 沿革

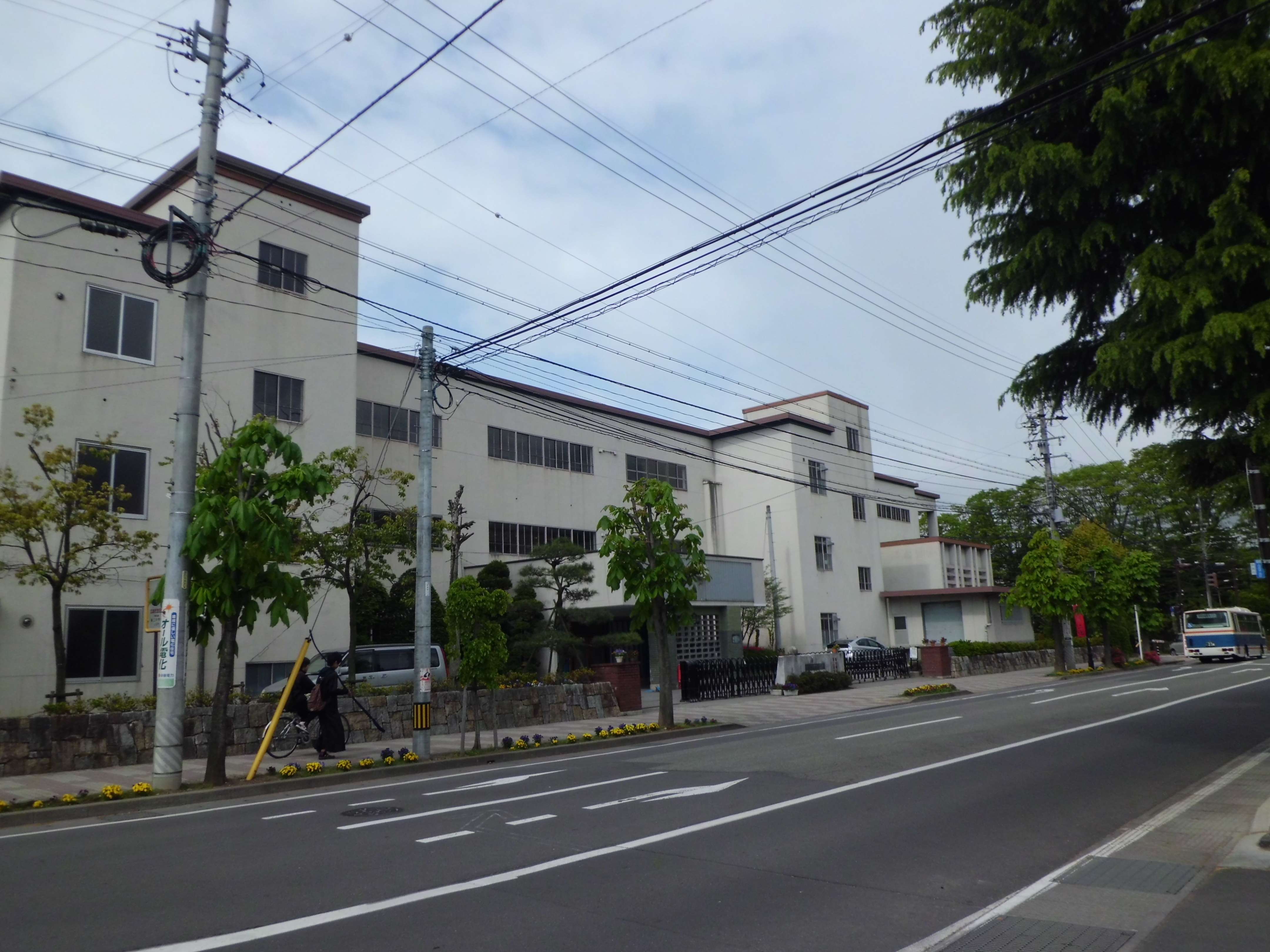
旧校舎

- 1947年 - 上田市立中央小学校の併設中学校として開校したが上田市立東小学校・上田市立西小学校・上田市立城下小学校も学区にしていたため当時の上田市立3中学校の中ではマンモス校だった。
- 1948年 - 上田市立東小学校が上田市立第一中学校の学区となったため分離。中央小・西小・城下小を学区とする。
- 1957年 - 上田市御所原峠地籍に分室が設置される。（※ 城下小と併設）
- 1959年 - 中央小と上田市立南小学校が合併して上田市立清明小学校が開校するが引き続き旧中央小の生徒のみ収容となった。また、上田市立塩尻小学校を学区に加えるが併設中学校を分校として活用した。
- 1960年 - 旧南小・第一中学校敷地に校舎を建築（現在地に移転）。塩尻分校を廃止し本校通学となる。
- 1964年 - 上田市立城下小学校が上田市立第四中学校の学区となったため分離。入れ替りに清明小の旧南小生徒も収容する事となり現在の学区が確立。
- 1988年 - 原峠分室が上田市立第四中学校へ移管される。
- 2015年 - 新校舎の使用を開始。

## 出身者
- 羽田孜